# Соба 1408
Соба 1408 (енгл. 1408) амерички је психолошки хорор филм из 2007. године по истоименој приповеци Стивена Кинга из 1999. године. Режију потписује Микаел Хофстрем, док главне улоге тумаче Џон Кјузак и Самјуел Л. Џексон. Приказан је 22. јуна 2007. године у САД.
Филм прати Мајка Енслина, аутора који истражује наводно уклете куће и изнајмљује собу 1408 у хотелу у Њујорку. Иако скептичан према паранормалном, убрзо бива заробљен у просторији у којој доживљава бизарне догађаје. Добио је углавном позитивне рецензије критичара и остварио комерцијални успех.

## Радња
Писац хорора Мајк Енслин (Џон Кјузак) верује само оном што је видео својим очима. После смрти кћерке постаје опседнут духовима и паранормалним појавама, али не налази доказе да духови постоје.
У склопу свог пројекта „Десет ноћи у опседнутим хотелским собама” он долази у злогласни хотел Делфин, где се налази соба 1408, у којој је већ преко 60 људи извршило самоубиство.
Успркос упозорењима управника хотела (Самјуел Л. Џексон), писац одлучује да борави баш у уклетој соби. Већ на почетку схвата како не може да изађе из собе, а почиње да му привиђа и кћерка. Ускоро ће схватити да соба с разлогом доноси злу коб.

## Улоге
| Глумац               | Улога               |
| -------------------- | ------------------- |
| Џон Кјузак           | Мајк Енслин         |
| Самјуел Л. Џексон    | Џералд Олин         |
| Мери Макормак        | Лили Енслин         |
| Тони Шалуб           | Сем Фарел           |
| Лен Кариу            | Мајков отац         |
| Џасмин Џесика Ентони | Кејти Енслин        |
| Ајзеја Витлок Млађи  | хотелски инжењер    |
| Ким Томсон           | хотелска службеница |
| Бени Уркидез         | манијак с чекињем   |
| Ејнџел Оквендо       | таксиста            |
| Ендру-Ли Потс        | поштар              |
| Џулс де Џонг         | глас жене           |